# Rolando José Álvarez Lagos
Rolando José Álvarez Lagos, né le 27 novembre 1966, est un prélat nicaraguayen catholique. Il est évêque de Matagalpa depuis 2011 et administrateur apostolique d'Estelí depuis 2021. Opposant au président nicaraguayen Daniel Ortega, il a refusé de rejoindre un groupe de prisonniers politiques auxquels avait été offert le choix d'être remis en liberté et exilés aux États-Unis ; il a été condamné pour trahison à 26 ans de prison et il est déchu de sa nationalité.

## Biographie
Rolando José Álvarez Lagos est né à Managua. Dans les années 1980, il refuse d'effectuer le service militaire pourtant obligatoire. Bien qu'il ne participe pas à la vie politique du pays, il est arrêté à plusieurs reprises, il se réfugie alors au Guatemala et décide d'entrer au séminaire. En 1994, il est ordonné prêtre à Managua et en 2011, il prend la tête du diocèse de Matagalpa.
En 2018, des manifestants demandant la démission de Daniel Ortega se réfugient dans des églises. Daniel Ortega accuse alors l'Église catholique de soutenir une tentative de coup d'État organisée par les États-Unis. L'évêque Rolando Álvarez, critique du gouvernement nicaraguayen est arrêté en août 2022 .
Il n'accepte pas de quitter le Nicaragua pour s'exiler aux États-Unis avec 222 autres personnes, « prêtres, séminaristes, opposants politiques ou simples critiques du régime ». Aussi un tribunal le condamne-t-il à 26 années de prison pour « conspiration visant à porter atteinte à l'intégrité nationale » et « propagation de fausses nouvelles », le juge de la cour d'appel le qualifiant de « traître à son pays »,. Il est transféré à la prison de La Modela qui est considérée comme l’une des plus dures d'Amérique latine. Il est déchu de sa nationalité. Par ailleurs, deux autres prêtres ont été arrêtés. À la suite de cette condamnation, le pape François qualifie le régime des époux Daniel Ortega et Rosario Murillo, respectivement président et vice-présidente du Nicaragua, de « dictature grossière ». Selon le cardinal nicaraguayen Leopoldo Brenes, archevêque de Managua, en novembre 2022, Rolando José Alvarez était en bonne santé et spirituellement il allait bien ; cependant en mai 2023, l'évêque ne donne plus de nouvelles et semble tenu au secret. Le Saint-Siège a noué le dialogue avec le gouvernement du Nicaragua et fait des démarches, malgré les tensions entre l'État et l'Église catholique, et l'expulsion du chargé d'affaires auprès de la nonciature apostolique au Nicaragua (en), Marcel Diouf, en mars 2022.
En juin 2023, le président brésilien Lula da Silva a rencontré le pape François à Rome et a par la suite qualifié l'emprisonnement de Rolando José Alvarez d'erreur. Il s'engage à essayer d'obtenir sa libération auprès de Daniel Ortega dont il est proche.
Plusieurs médias annoncent sa libération le 4 juillet 2023, mais finalement il est de nouveau incarcéré le jour suivant, en l'absence d'accord entre les autorités nicaraguayennes et le Vatican. Il refuse toujours de quitter son pays considérant qu'il n'a pas commis de délit. De plus, Rolando José Álvarez Lagos demande la libération des autres prêtres emprisonnés et le déblocage des comptes diocésains de l'Église catholique nicaraguayenne, confisqués par le régime.
Il est libéré le 14 janvier 2024 et expulsé du pays vers le Vatican.